# Chikka Hanagi, Manvi
Chikka Hanagi là một làng thuộc tehsil Manvi, huyện Raichur, bang Karnataka, Ấn Độ.